# Congreso de Nacionalistas Ucranianos
El Congreso de Nacionalistas Ucranianos (KUN) (Kongrés ukrayínskyj natsionalístiv) es un partido político en Ucrania. Fue creado en 1992 en base al movimiento Organización de Nacionalistas Ucranianos (OUN). 
En las elecciones al parlamento de Ucrania del 30 de marzo de 2002, el partido KUN formó parte del bloque Nuestra Ucrania de Víktor Yúshchenko. Su líder era Oleksíy Ívchenko, quien dirigía la compañía Naftogaz durante el gobierno de Yuri Yejanúrov. En las elecciones al parlamento de Ucrania del 26 de marzo de 2006, el KUN siguió formando parte del bloque Nuestra Ucrania.
En las elecciones al parlamento de Ucrania del 30 de septiembre de 2007, el partido de nuevo formó parte del bloque Nuestra Ucrania, que ganó 72 escaños de 450. Sin embargo, tras las elecciones de 2012, perdió su representación parlamentaria en la Rada Suprema, tras conseguir poco más del 1% de los votos.